# Tiltwing

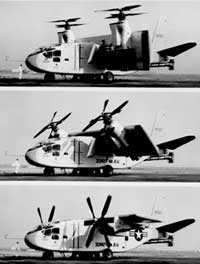
Een Hiller X-18 waarbij de vleugels in diverse posities staan

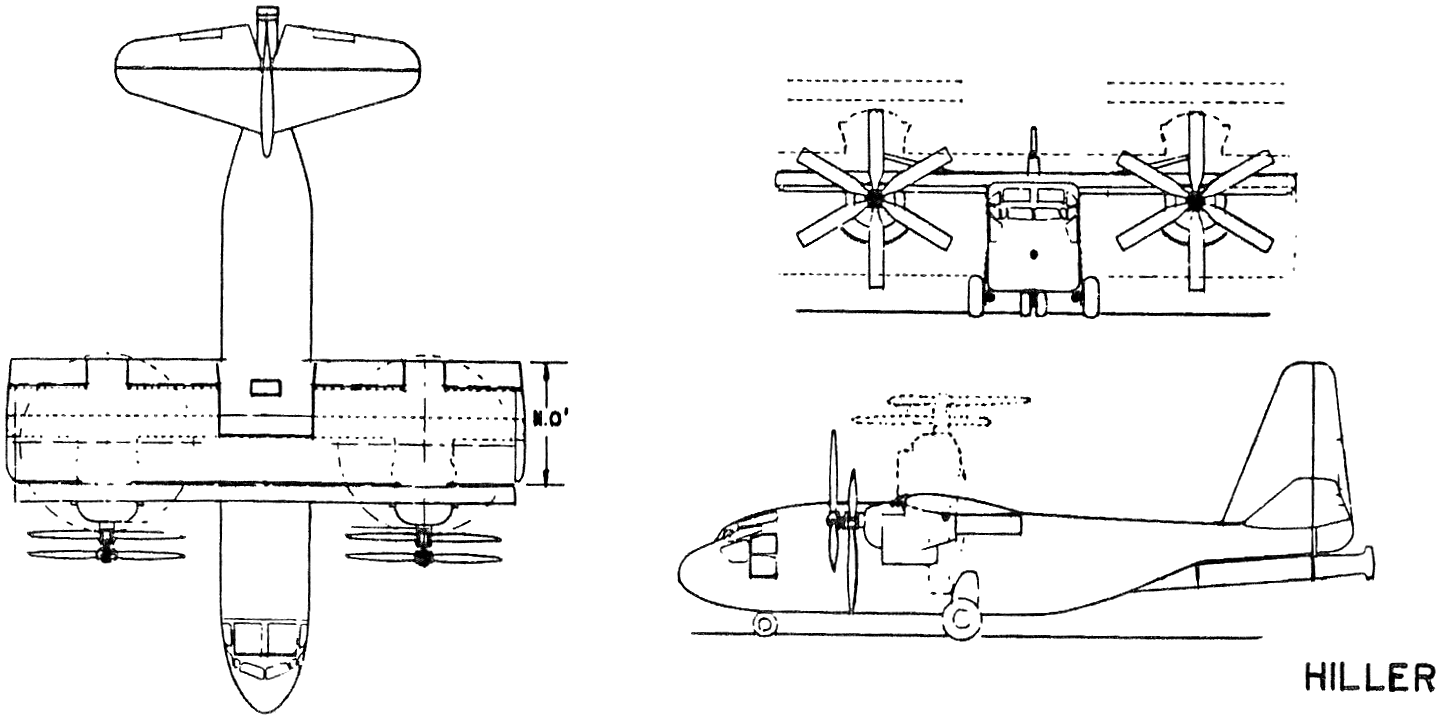
Tekening van de Hiller X-18

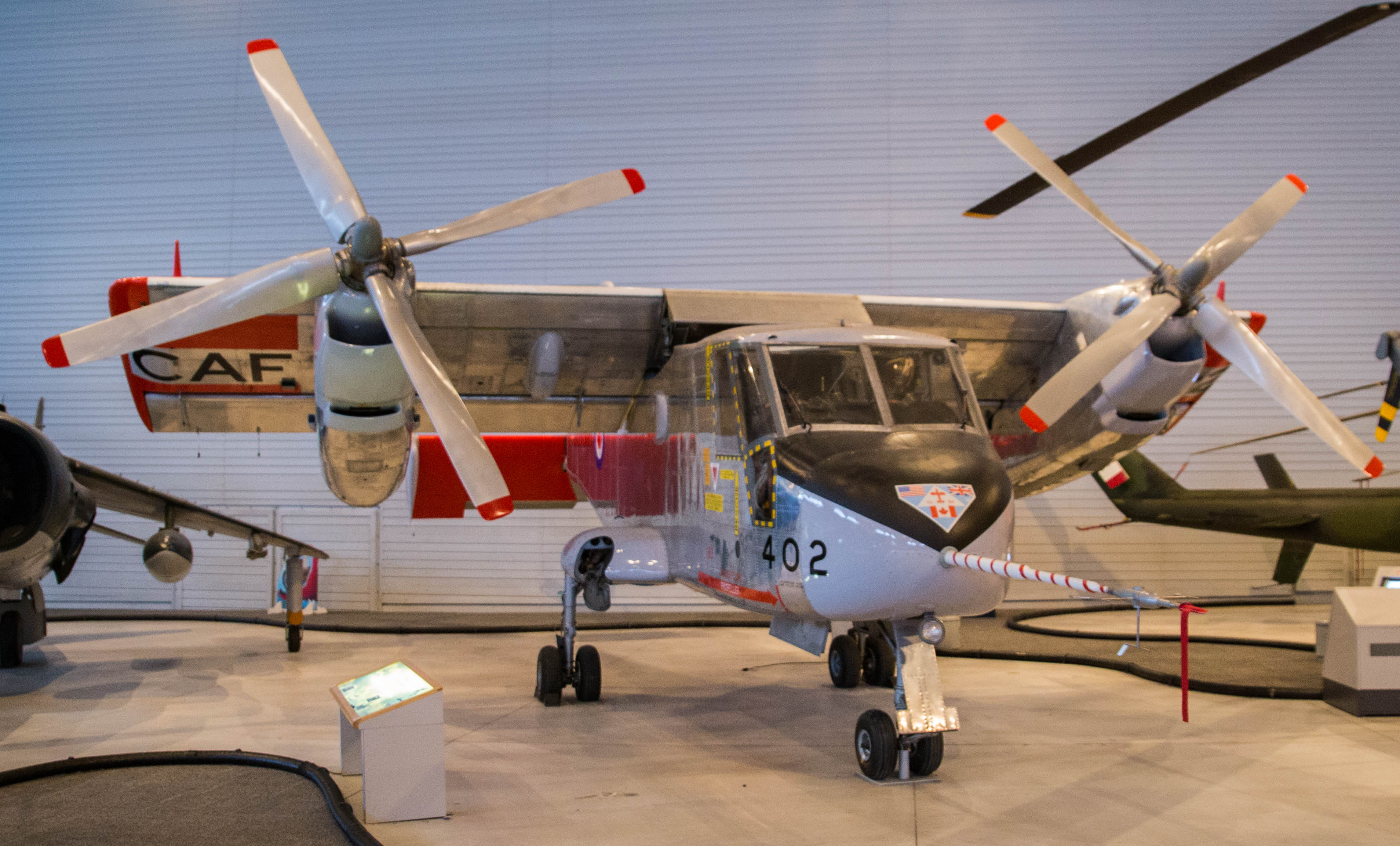
Canadair CL-84 in het Canada Aviation and Space Museum

Een tiltwing is een speciaal type vleugel met propeller dat een vliegtuig in staat stelt om zowel verticaal als horizontaal te vliegen. Vliegtuigen met een tiltwing kunnen het verticale liftvermogen van een helikopter combineren met de snelheid en bereik van een turboprop vliegtuig.

## Werking
De essentie van een tiltwing is dat de vleugels, inclusief de motoren, een kwartslag kunnen draaien. De motor en de rotor zitten aan beide zijden van de romp in de vleugels gemonteerd. De vleugel en motoren draaien als een geheel in een hoek van 90 graden waardoor ze zowel opwaartse liftkracht als voorwaartse voortstuwing kunnen leveren. Wanneer de propellers omhoog gericht staan, functioneert het vliegtuig waar ze aan zitten als een helikopter. Het vliegtuig kan dan verticaal opstijgen. Als het vliegtuig snelheid maakt, draaien de propellers naar voren. Ze functioneren dan zoals de propellers bij een turbopropvliegtuig.
Een variatie op de tiltwing is de tiltrotor. Deze functioneert hetzelfde, alleen draait bij dit laatste vliegtuig alleen de motor en rotor 90 graden en niet de hele vleugel. De motor met propeller zit hierbij aan het uiterste einde van de vleugel gemonteerd.
Het tiltwing-ontwerp heeft bepaalde voordelen bij verticale vluchten ten opzichte van een tiltrotor. Omdat de vleugel draait is de luchtweerstand op de vleugel bij het opstijgen minder dan bij een tiltrotor. Door de lagere weerstand ken er meer motorvermogen worden gebruikt om het vliegtuig op te laten stijgen. 
Een ander voordeel is het gemak van de overgang tussen de verticale en de horizontale vlucht. Een tiltwing-vliegtuig kan direct met de overgang van helikopter naar vliegtuig beginnen vanaf een voorwaartse luchtsnelheid van nul. De Canadair CL-84 Dynavert kan verticaal opstijgen en vervolgens accelereren van nul tot 100 knopen (185 km/h) in acht seconden. Een tiltrotor moet eerst als een helikopter naar voren vliegen en luchtsnelheid opbouwen totdat de vleugellift voldoende is om de rotors horizontaal te kantelen. Voor een V-22 Osprey moet de minimumsnelheid zo’n 110 knopen (204 km/h) zijn voordat de motoren kunnen worden gekanteld 
De belangrijkste nadelen van tiltwing-vliegtuigen zijn de gevoeligheid voor windvlagen in de VTOL-positie en de lagere zweefefficiëntie. De verticaal gekantelde vleugel heeft een groot oppervlak waar de wind tegenaan kan duwen. Tiltrotors hebben over het algemeen een betere zweefefficiëntie dan tiltwings, maar minder dan helikopters.